# Eragrostis tracyi
Eragrostis pectinacea là một loài thực vật có hoa trong họ Hòa thảo. Loài này được Hitchc. mô tả khoa học đầu tiên năm 1934.

## Hình ảnh

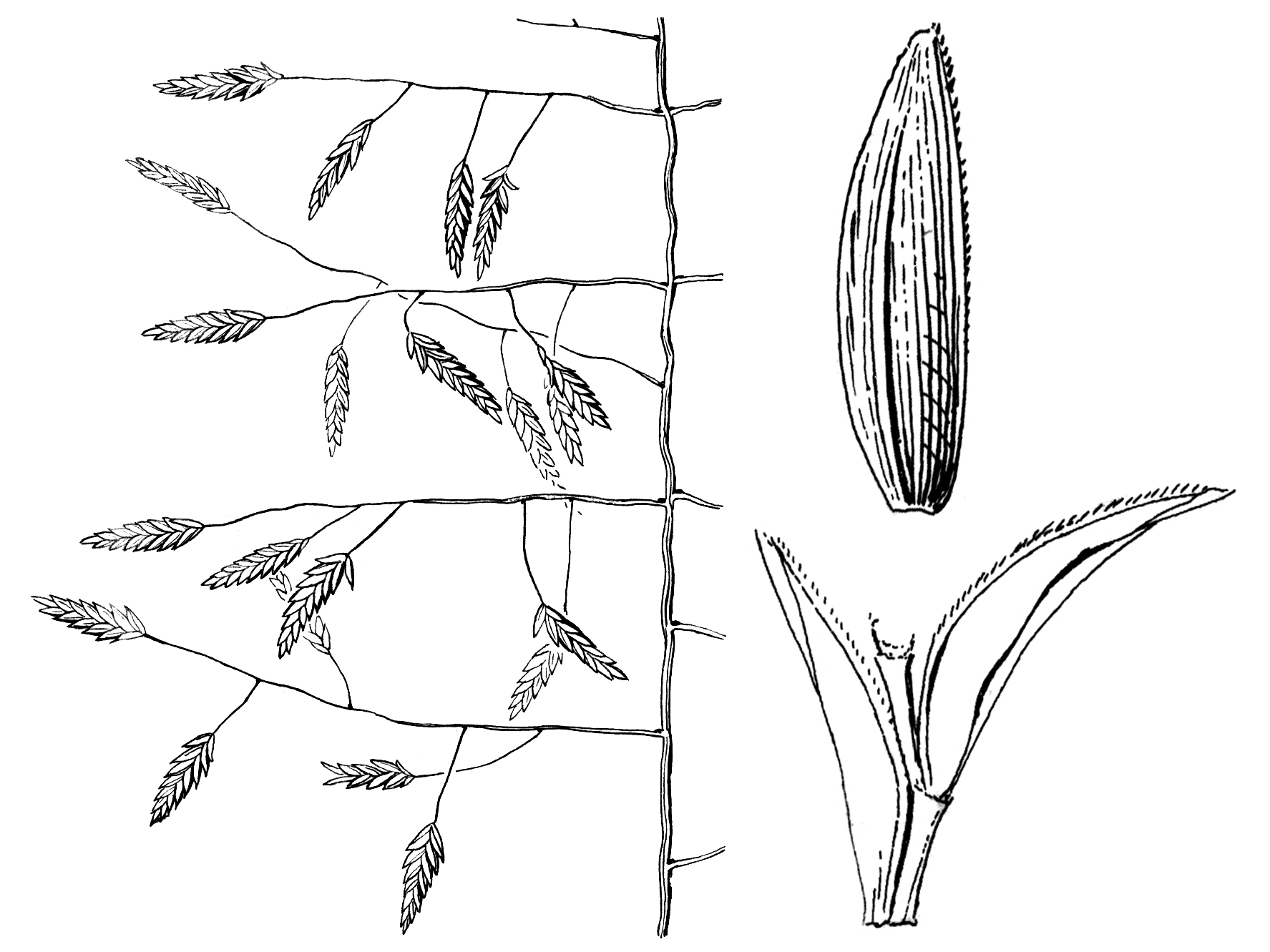
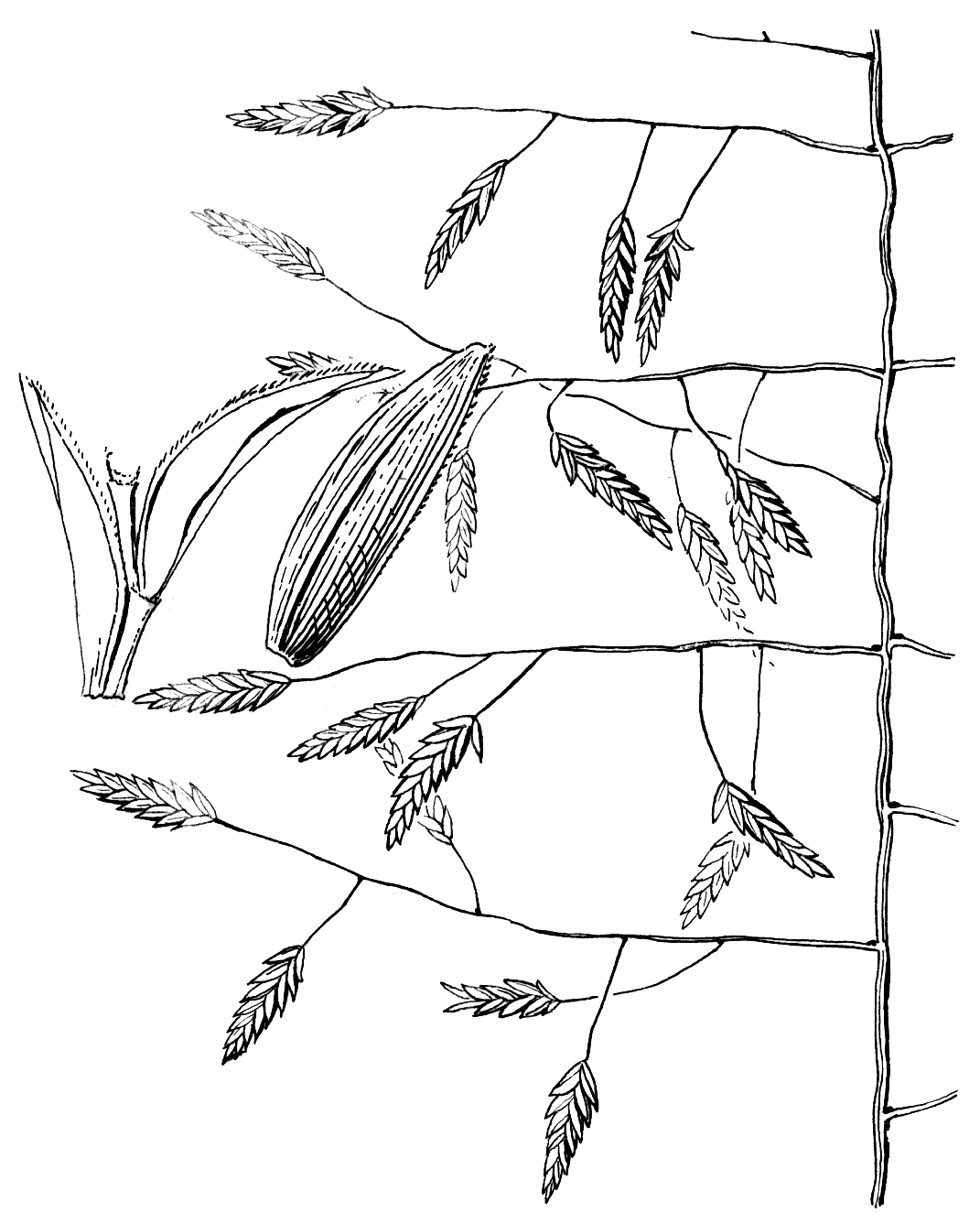
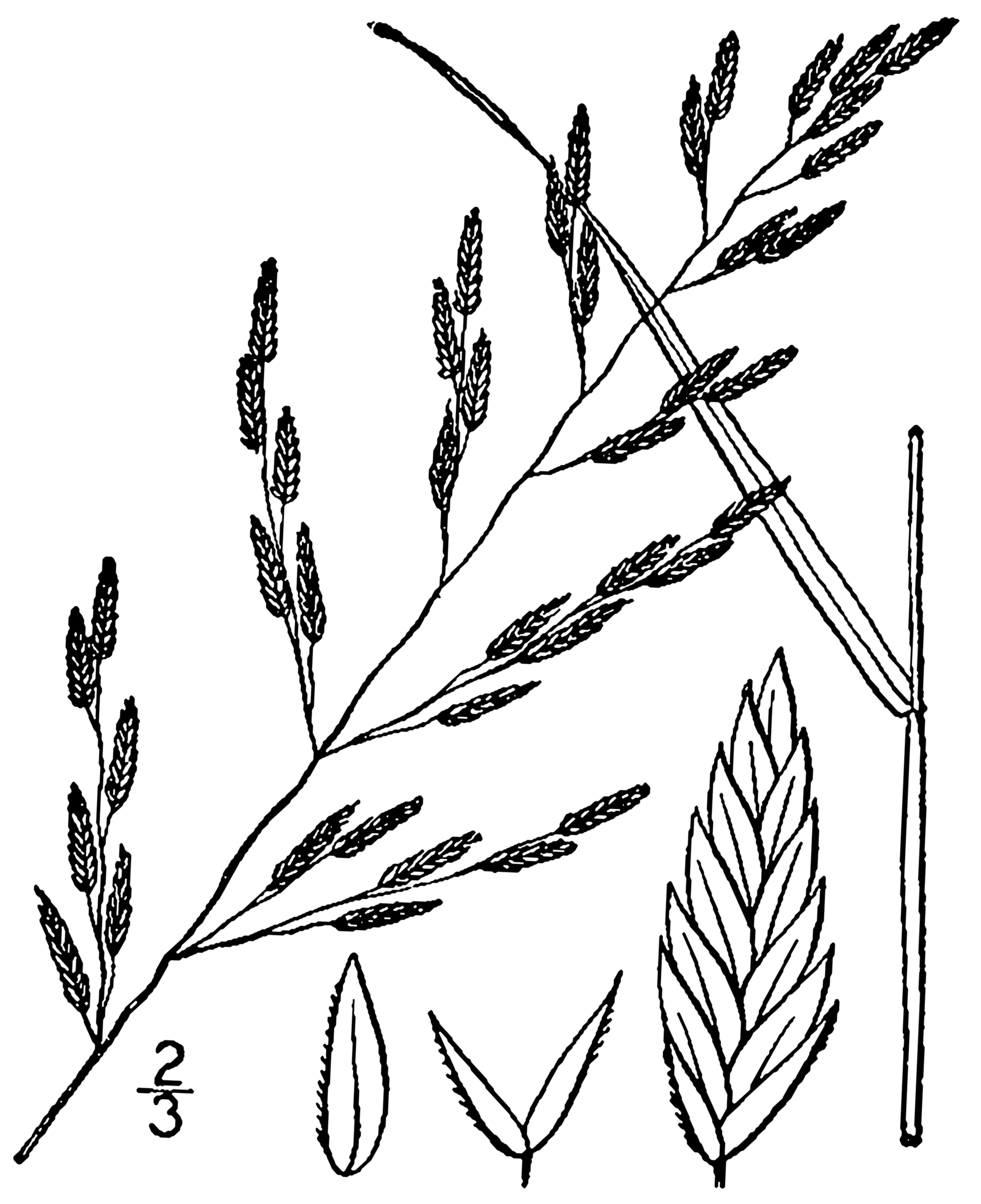
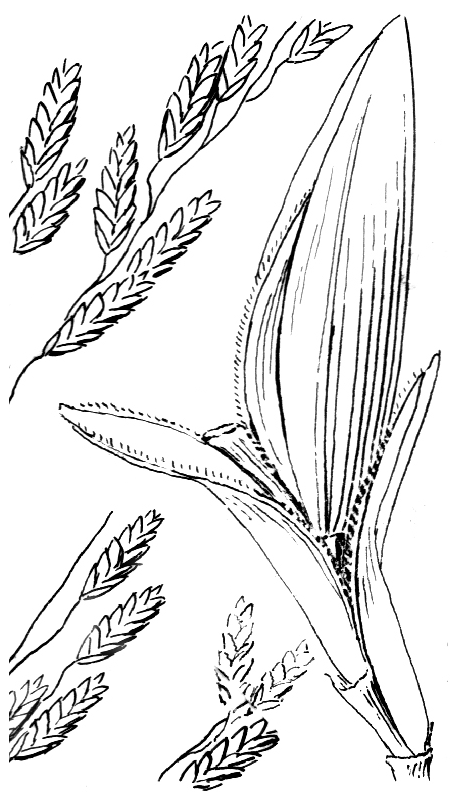